# Supercompensazione

Eterocronismo delle funzioni di supercompensazione.

La supercompensazione è un processo fisiologico che si verifica a causa di un sovraccarico dell'organismo. Tale processo produce una diminuzione transitoria della capacità prestativa, per poi avere una risalita superiore al livello iniziale nella fase di recupero. Ciò vale anche per i fenomeni di stress emotivo. Supercompensazione significa recuperare in eccedenza.

## Fasi della Supercompensazione
Per comprendere meglio il processo di supercompensazione, si può suddividere in tre fasi:
1. Fase della diminuzione della prestazione
2. Fase di recupero
3. Fase di supercompensazione

## Caratteristiche
Il processo di supercompensazione avviene dopo la somministrazione di un carico all'organismo sufficientemente grande da provocarne la rottura dell'omeostasi. Il guadagno che si ottiene, in termini di miglioramento, è direttamente proporzionale al volume (tonnellaggio, carico per ripetizioni) e all'intensità del carico (intensità dello sforzo). Il mantenimento del nuovo stato è determinato da quante sostanze vengono utilizzate dall'organismo. Tale processo è però reversibile: se alla fase di guadagno non segue un ulteriore carico, entro circa 7/8 giorni l'organismo tornerà al livello di partenza.